# Yoweri Museveni
Yoweri Kaguta Museveni (1944.) ugandski je političar i predsjednik. Na vlasti je od 26. siječnja 1986. godine. Rodio se u gradu Ntungamo u plemenu Banyankole u Ugandi.

## Rani život
Musevenijevo prezime, ugrubo se može prevesti kao "sin sedmoga čovjeka", što je izvedenica u čast Sedme bojne kolonijalnih trupa "King's African Rifles" u kojima su služili mnogi Uganđani za vrijeme Drugog svjetskog rata. Musevenijev otac bio je imućni seljak koji je nasljedio stotinjak krava pa je sina poslao na školovanje kod Anglikanaca. Iako je tijekom srednje škole lutao svjetonazorski, 1967., krenuo je na fakultet u Daar El Salaamu, glavnom gradu susjedne Tanzanije, tadašnjem žarištu afričkog socijalizma, gdje je studirao ekonomiju i politologiju. Tijekom studiranja Museveni dolazi u kontakt sa studentima radikalno antikolonijalnih svjetonazora, te se uskoro pridružuje socijalističkoj Fronti oslobođenja Mozambika (FRELIMO) gdje je stekao svoje prvo vojno iskustvo. Nakon što je 1971. Idi Amin Dada preuzeo vlast u Ugandi, Museveni je u Tanzaniji utemeljio vlastiti ljevičarski pokret: Frontu za nacionalni spas - FRONASA, (eng: Front for National Salvation ), s kojim kreće u gerilski rat protiv Aminova režima.

## Doba gerilskih ratova: 1978. – 1986.
Nakon što je 1978. Idi Amin izvršio invaziju na susjednu Tanzaniju, FRONASA se s još nekoliko pobunjeničkih grupa fuzionirala u Frontu nacionalnog oslobođenja Ugande (eng: Uganda National Liberation Front ), koja je u suradnji s oružanim snagama Tanzanije porazila Amina. Na vlast tada ponovno dolazi MIlton Obote a Museveni sa svojom grupacijom kreće u oružanu pobunu protiv Obotea čime počinje Građanski rat u Ugandi 1981.-1986. 1986. Obotea je svrgnuo s vlasti jedan od njegovih generala - Tito Okello, a vakuum moći iskoristili su Musevenijevi pobunjenici koji ulaze u glavni grad Ugande Kampalu, čime je Museveni došao na vlast.

## Predsjednik Ugande
Kako bi stabilizirao krhku situaciju u zemlji, Museveni je odlučio da neće zabranjivati političke stranke, ali iste nisu mogle sudjelovate u vlasti kroz predstavnike u parlamentu. 1989. godine organizirao je izbore na kojima se predstavnici nisu birali univerzalnim pravom glasa, već tzv. piramidalnom filtracijom. Ovo nije zadovoljavalo zemlje donatore Ugandi, ponajviše Sjedinjene Američke Države, pa je na njihov pritisak 1996. organizirao prve prave izbore na kojima je on kao kandidat osvojio 75% glasova, prema mišljenju nekih analitičara, ovakav rezultat polučio je zahvaljujući deset godina relativnog mira i stabilnosti koje je država uživala pod njegovom vlasti.U tom vremenu, u Ugandi je učinjen značajan napredak na poljima ekonomske stabilizacije, borbe protiv AIDS-a, poboljšanja prava žena i uvođenja besplatnog obrazovanja.
Na izborima 2001. Museveni je osvojio 69.3% glasova, unatoč optužbama za namještanje glasova i zastrašivanje simpatizera glavnog opozicijskog kandidata Kizze Besigyea.Na izborima 2006. Museveni je osvojio 59.28% glasova, nasuprot drugorangiranog Kizze Besygyea, koji je osvojio 37.36% Na izborima 2011. osvojio je 68% glasova, nasuprot drugorangiranog Bessigyea s 26 % glasova, a izbore su opet pratile optužbe za podmićivanje članova državnog izbornog povjerenstva i druge nepravilnosti. 2014. godine dolazi pod pritisak međunarodne zajednice nakon što je uveo zakon o doživotnom zatvoru za sve homoseksualce, koji je također obavezao sve građane Ugande da prijavljuju policiji svoje sugrađane za koje sumnjaju da su homoseksualci. Ovo je uvedeno nakon ublažavanja prvotne verzije koja je predviđala smrtnu kaznu za homoseksualnost. Neke europske zemlje poput Danske i Norveške zbog oboga su ukinule svoje donacije Ugandi.
Iste je godine oduzeo koncesiju televizijskoj kući NTV Uganda, nakon što je televizija emitirala prilog na kojem se vidi kako Museveni spava u parlamentu dok se raspravljalo o državnom proračunu. Iz ureda vlade, naknadno je stigao demant: "Predsjednik ima svoje navike, on meditira, oni to znaju, ali svejedno javno govore da spava".
Na izborima 2016. Museveni je osvojio 60,75% glasova a oporba je naknadno čitave izbore nazvala parodijom. Uoči izbora, glavni opozicijski kandidat Kizza Besigye je uhićen te je izbore proveo u kućnom pritvoru a izbore su obiježile nepravilnosti poput kašnjenja glasačkih kutija na mjesta gdje se je očekivala dominacija opozicije. U travnju 2018. prijetio je zabranom oralnog seksa, te je u kratkom monologu ohrabrio svoje građane da ga ne prakticiraju. Iste godine, izrazio je simpatije prema predsjedniku SAD-a Donaldu Trumpu, jer se "Afrikancima obraća iskreno".

#### Izbori 2021.
Museveni je osvojio novi predsjednički mandat na izborima u siječnju 2021. Na izborima su zabilježeni napadi na medije, zastrašivanje i uhićenja opozicijskih aktivista. U nasilju je smrtno stradalo najmanje 54 ljudi.

### Zaokret u političkim stavovima
Iako je 1986. godine govorio da: "Problem Afrike općenito te posebno Ugande ne leži u narodu, nego u liderima koji žele predugo ostajati na vlasti.", do 2018. je postao treći najdugovječniji afrički lider sa stažem od 31 godine na čelu neke države. Zbog toga je na zapadu često uspoređivan s bivšim predsjednikom Zimbabvea - Robetrom Mugabeom.

## Privatni život
Oženjen je za Janet Atahu-Museveni s kojom ima četvero djece. Anglikanac je.

## Knjige
Sowing The Mustard Seed – The Struggle For Freedom And Democracy in Uganda, Macmillan, London, 1997, ISBN 0-333-64234-1